# 階梯鐘螺
階梯鐘螺（学名：Ethminolia nektonica）为鐘螺科鐘螺屬下的一个种。